# Honda K series
La serie K es una familia de motores de cuatro cilindros DOHC introducida por Honda en 2001. Estos utilizan un sistema de encendido sin distribuidor, con una bobina para cada bujía. Este sistema renuncia a la utilización de un sistema de tiempo de encendido basado en un distribuidor convencional a favor de un sistema controlado por computadora, que permite a la unidad de control de motor (ECU) controlar los tiempos de encendido sobre la base de las entradas de sensor. Los cilindros llevan camisas de hierro similares a la serie B y serie F, a diferencia del FRM utilizado en la serie H y serie F20C que se encuentran en el Honda S2000.
Al igual que en la serie B, la serie K tiene dos bloques con el mismo diseño. La única diferencia entre ellos es la altura de la cubierta. El K20 utiliza el bloque corto con altura de la plataforma 212 mm (8,35 pulgadas), mientras que el bloque del K23 y K24 tiene una altura de plataforma de 231,5 mm (9,11 pulgadas).
En esta serie de motores se encuentran dos versiones del sistema i-VTEC; El control de distribución variable (VTC) se puede encontrar en la leva de admisión de ambas versiones. El sistema de VTEC en los motores como la K20A3 solamente opera en la leva de admisión; a bajas revoluciones está totalmente abierta solamente una válvula de admisión, la otra se abre ligeramente para crear un efecto de remolino en la cámara de combustión para mejorar la atomización del combustible. A altas revoluciones, las válvulas de admisión se abren completamente para mejorar la respiración del motor. En los motores como el K20A2, que encuentra en el Acura RSX Type-S, el sistema VTEC funciona en las dos válvulas de admisión y de escape, permitiendo que ambas válvulas se beneficien de los múltiples perfiles de leva.

## K20

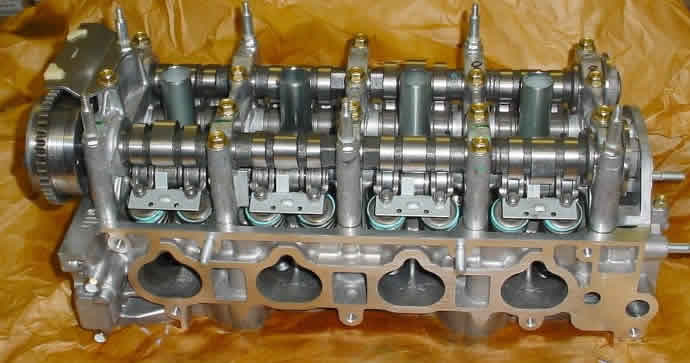
Culata de un K20

Tiene una cilindrada de 1998 cm³ (2 L; 121,9 plg³) con un diámetro x carrera de 86 x 86 mm (3,39 x 3,39 pulgadas).

### K20A
- Aplicaciones
  - Honda Civic Type-R (FD2) 2007+ (Japón)
    - Relación de compresión: 11.7:1
    - Potencia máxima: 225 CV (222 HP; 165 kW) @ 8000 rpm
    - Par máximo: 215 N·m (159 lb·pie) @ 6100 rpm
    - Línea roja: 8600 rpm
    - Accionamiento i-VTEC: 5800 rpm

  - Honda Accord Euro-R (CL7) 2002-2008 (Japón)
    - Relación de compresión: 11.5:1
    - Potencia máxima: 220 CV (217 HP; 162 kW) @ 8000 rpm
    - Par máximo: 206 N·m (152 lb·pie) @ 6000 rpm
    - Línea roja: 8600 rpm
    - Accionamiento i-VTEC: 6200 rpm

  - Honda Integra Type-R (DC5) 2001-2006 (Japón)
    - Relación de compresión: 11.5:1
    - Potencia máxima: 220 CV (217 HP; 162 kW) @ 8000 rpm
    - Par máximo: 196 N·m (145 lb·pie) @ 7000 rpm
    - Línea roja: 8600 rpm
    - Accionamiento i-VTEC: 6000 rpm

  - Honda Civic Type-R (EP3) 2001-2005 (Japón)
    - Relación de compresión: 11.5:1
    - Potencia máxima: 215 CV (212 HP; 158 kW) @ 8000 rpm
    - Par máximo: 200 N·m (148 lb·pie) @ 7000 rpm
    - Línea roja: 8600 rpm
    - Accionamiento i-VTEC: 6000 rpm

### K20A2
- Aplicaciones
  - Honda Civic Type-R 2001-2005 (EP3 en Europa)
  - Acura RSX-S (DC5) 2002-2004
    - Relación de compresión: 11.0:1
    - Potencia máxima: 200 CV (197 HP; 147 kW) @ 7400 rpm
    - Par máximo: 193 a 196 N·m (142 a 145 lb·pie) @ 5900 rpm
    - Línea roja: 7900 rpm
    - Límite de revoluciones: 8100 rpm
    - Accionamiento i-VTEC: 5800 rpm

  - Honda Integra DC5-R (Australia)
    - Relación de compresión: 11.0:1
    - Potencia máxima: 200 CV (197 HP; 147 kW) @ 7400 rpm
    - Par máximo: 193 a 196 N·m (142 a 145 lb·pie) @ 5900 rpm
    - Línea roja: 7900 rpm
    - Límite de revoluciones: 8100 rpm
    - Accionamiento i-VTEC: 5800 rpm

### K20A3
- Aplicaciones
  - Acura RSX 2002-2006
  - Honda Civic Si 2002-2005
  - Honda Civic Type S 2002-2005 (Reino Unido)
    - Relación de compresión: 9.8:1
    - Potencia máxima: 160 CV (158 HP; 118 kW) @ 6500 rpm
    - Par máximo: 191 N·m (141 lb·pie) @ 5000 rpm (RSX); 179 N·m (132 lb·pie) (Civic Si)
    - Línea roja: 6800 rpm
    - Accionamiento i-VTEC: 2200 rpm
    - Accionamiento VTC: 4700 rpm

### K20A4
- Aplicaciones
  - Honda Accord (UC1) 2003-2005
  - Honda Accord (UC3) 2006-2008
  - Honda Stream (RN3) 2004-2007
  - Honda CR-V (RD4) 2002-2006
    - Potencia máxima: 150 CV (148 HP; 110 kW)

### K20A6
- Aplicaciones
  - Honda Accord 2003-2006 (Europa)
    - Relación de compresión: 9.8:1
    - Potencia máxima: 155 HP (157 CV; 116 kW) @ 6000 rpm
    - Par máximo: 190 N·m (140 lb·pie) @ 4500 rpm
    - Línea roja: 6800 rpm
    - i-VTEC: 2500 rpm

### K20Z1
- Aplicaciones
  - Acura RSX Type-S 2005-06
  - Honda Integra Type-S 2005-06 (Australia)
    - Relación de compresión: 11.0:1
    - Potencia máxima: 210 CV (207 HP; 154 kW) @ 7800 rpm
    - Par máximo: 194 N·m (143 lb·pie) @ 7000 rpm
    - Línea roja: 8100 rpm
    - Corte de inyección: 8300 rpm
    - Accionamiento i-VTEC: 5800 rpm

### K20Z2
- Aplicaciones
  - Acura CSX 2006-2011 (Canadá)
  - Honda Civic 2006-2011 (Japón)
  - Honda Accord 2006- (Europa)
    - Relación de compresión: 9.8:1
    - Potencia máxima: 155 CV (153 HP; 114 kW) @ 6000 rpm
    - Par máximo: 188 N·m (139 lb·pie) @ 4500 rpm
    - Línea roja: 6800 rpm

### K20Z3
- Aplicaciones
  - Honda Civic Si (FG2 & FA5) 2006-2011
  - Acura CSX Type-S 2007-2010
    - Relación de compresión: 11.0:1
    - Potencia máxima: 197 HP (200 CV; 147 kW)[5] @ 7800 rpm (SAE NET Rev 8/04)
    - Par máximo: 189 N·m (139 lb·pie) @ 6200 rpm (SAE NET Rev 8/04)
    - Línea roja: 8000 rpm
    - Corte de inyección: 8300 rpm
    - Accionamiento i-VTEC: 5800 rpm
    - Transmisión con diferencial de deslizamiento limitado (LSD)

### K20Z4
- Aplicaciones
  - Honda Civic Type-R (FN2) 2007-2010 (Europa)
    - Relación de compresión: 11.0:1
    - Potencia máxima: 201 HP (204 CV; 150 kW) @ 7500 rpm
    - Par máximo: 193 N·m (142 lb·pie) @ 5600 rpm
    - Línea roja: 8000 rpm
    - Corte de inyección: 8200 rpm
    - Accionamiento i-VTEC: 5400 rpm

## K23
Tiene una cilindrada de 2300 cm³ (2,30 L; 140,35 plg³) con un diámetro x carrera de 86 x 99 mm (3,39 x 3,90 pulgadas).

### K23A1
- Aplicaciones
  - Acura RDX 2015 2006 2012[cita requerida]
    - Relación de compresión: 8.8:1
    - Turbo
    - Potencia máxima: 240 HP (243 CV; 179 kW) @ 6000 rpm
    - Par máximo: 353 N·m (260 lb·pie) @ 4500 rpm (SAE net)
    - Línea roja: 6800 rpm

## K24
Tiene una cilindrada de 2354 cm³ (2,4 L; 143,6 plg³) con un diámetro x carrera de 87 x 99 mm (3,43 x 3,90 pulgadas).

### K24A1
- Aplicaciones
  - Honda CR-V 2002-2006 
    - Relación de compresión: 9.6:1
    - Potencia máxima: 160 HP (162 CV; 119 kW) @ 6000 rpm
    - Par máxima: 220 N·m (162 lb·pie) @ 5200 rpm
    - Línea roja: 7000 rpm

### K24A2
- Aplicaciones
  - Acura TSX 2004-2008
  - Honda Accord Type-S (CL9) 2004-2008
  - Honda Odyssey Absolute (RB1) 2004-2008
    - Potencia máxima: 200 CV (197 HP; 147 kW) @ 6800 rpm
    - Par máximo: 232 N·m (171 lb·pie) @ 4500 rpm 166 lb·pie (225 N·m) @ 4500 rpm en Estados Unidos)
    - Relación de compresión: 10.5:1
    - Línea roja: 7100 rpm (automático); 7300 rpm (secuencial); 7100 rpm (en Estados Unidos); 7600 rpm (manual); 7100 rpm en (Estados Unidos)[6]
      - Potencia máxima: 205 HP (208 CV; 153 kW) @ 7000 rpm
      - Par máximo: 164 lb·pie (222 N·m) @ 4500 rpm
      - i-VTEC

### K24A3
- Aplicaciones
  - Honda Accord 2003-2007 (Europa y Japón)
  - Honda Accord Euro CL9 2003-2007 (Australia y Nueva Zelanda)
    - Relación de compresión: 10.5:1
    - Potencia máxima: 189 HP (141 kW) @ 6800 rpm
    - Par máximo: 223 N·m (164 lb·pie) @ 4500 rpm
    - Accionamiento VTEC: 6000 rpm
    - Línea roja: 7200 rpm

### K24A4
- Aplicaciones
  - Honda Accord 2003-2005 (Estados Unidos)
  - Honda Element 2003-2006
    - Relación de compresión: 9.7:1
    - Potencia máxima: 160 HP (162 CV; 119 kW) @ 5500 rpm y 166 HP (168 CV; 124 kW) en 2007-2008
    - Par máximo: 218 N·m (161 lb·pie) @ 4500 rpm y @ 4000 rpm en 2007-2008
    - Línea roja: 6800 rpm
    - Acelerador por cable

### K24A8
- Aplicaciones
  - Honda Accord 2006-2007
    - Relación de compresión: 9.7:1
    - Potencia máxima: 166 HP (168 CV; 124 kW) @ 5800 rpm
    - Par máximo: 217 N·m (160 lb·pie) @ 4000 rpm
    - Línea roja: 6500 rpm
    - Acelerador eléctrico

  - Honda Element 2007-2011
    - Diámetro x carrera: 87 mm (3,43 plg) x 99mm
    - Relación de compresión: 9.7:1
    - Potencia máxima: 166 HP (168 CV; 124 kW) @ 5800 rpm
    - Par máximo: 218 N·m (161 lb·pie) @ 4000 rpm
    - Línea roja: 6800 rpm.

### K24Z1
- Aplicaciones
  - Honda CR-V (RE3, RE4) 2007-09
    - Relación de compresión: 9.7:1
    - Potencia máxima: 166 HP (124 kW) @ 5800 rpm
    - Par máximo: 161 lb·pie (218 N·m) @ 4200 rpm
    - Línea roja: 6500 rpm

### K24Z2
- Aplicaciones
  - Honda Accord (CP2) sedán 2008+
    - Relación de compresión: 10.5:1
    - Potencia máxima: 177 HP (179 CV; 132 kW) @ 6500 rpm
    - Par máximo: 165 lb·pie (224 N·m) @ 4300 rpm
    - Línea roja: 6800 rpm

### K24Z3
- Aplicaciones
  - Honda Accord (CP2, CS1) 2008+
    - Relación de compresión: 10.5:1
    - Potencia máxima: 190 HP (193 CV; 142 kW) @ 7000 rpm
    - Par máximo: 162 lb·pie (220 N·m) @ 4400 rpm
    - Línea roja: 7100 rpm

  - Acura TSX / Honda Accord (CU2) 2009+
    - Relación de compresión: 11.0:1
    - Potencia máxima: 201 HP (204 CV; 150 kW) @ 7000 rpm
    - Par máximo: 172 lb·pie (233 N·m) (manual); 170 lb·pie (230 N·m) @ 4300 rpm (automático)
    - Línea roja: 7100 rpm

### K24Z4
- Aplicaciones
  - Honda CR-V (RE7) 2008-2012
    - Relación de compresión: 9.7:1
    - Potencia máxima: 166 HP (168 CV; 124 kW) @ 5800 rpm
    - Par máximo: 161 lb·pie (218 N·m) @ 4200 rpm
    - Línea roja: 6500 rpm

### K24Z5
- Aplicaciones
  - Honda Spirior 2009+ (Nombre con el que se vendía el Honda Accord en China)
    - Relación de compresión: 10.5:1
    - Potencia máxima: 184 CV (181 HP; 135 kW) @ 6500 rpm
    - Par máximo: 164 lb·pie (222 N·m) @ 4300 rpm o 225 N·m (166 lb·pie) @ 4300 rpm
    - Línea roja: 6800 rpm

### K24Z6
- Aplicaciones
  - Honda Civic Si 2012- (Estados Unidos)
    - Relación de compresión: 11.0:1
    - Potencia máxima: 210 HP (213 CV; 157 kW) @ 7000 rpm
    - Par máximo: 180 lb·pie (244 N·m) @ 4400 rpm
    - Línea roja: 7300 rpm
    - Corte de inyección: 7400 rpm

### K24Z7
- Aplicaciones
  - Honda Civic Si 2012- (Estados Unidos)
  - Acura ILX 2013-
    - Relación de compresión: 11.0:1
    - Potencia máxima: 210 HP (213 CV; 157 kW) @ 7000 rpm
    - Par máximo: 170 lb·pie (230 N·m) @ 4400 rpm
    - Línea roja: 7100 rpm
    - Corte de inyección: 7200 rpm

### K24Y1
- Aplicaciones
  - Honda CR-V 2012 (Tailandia)
    - Relación de compresión: 10.0:1
    - Potencia máxima: 170 CV (168 HP; 125 kW) @ 6000 rpm
    - Par máximo: 220 N·m (162 lb·pie) @ 4300 rpm
    - Línea roja: 6500 rpm

### K24Y2
- Aplicaciones
  - Honda Crosstour 2012
  - Relación de compresión: 10.0:1
  - Potencia máxima: 192 HP (195 CV; 143 kW) @ 7000 rpm
  - Par máximo: 162 lb·pie (220 N·m) @ 4400 rpm
  - Línea roja: 7100 rpm

### K24W1 (Earth Dreams)
Tiene una cilindrada ligeramente aumentada a 2356 cm³ (2,4 L; 143,8 plg³), con un diámetro x carrera de 87 x 99,1 mm (3,43 x 3,90 pulgadas)
- Aplicaciones
  - Honda Accord (sedán y cupé) 2013 (Estados Unidos)
    - Relación de compresión: 11.1:1
    - Potencia máxima: 189 HP (192 CV; 141 kW) @ 6400 rpm (Sport model)
    - Par máximo: 181 lb·pie (245 N·m) @ 3900 rpm (Sport model)
    - Línea roja: 6800 rpm

### K24W2 (Earth Dreams)
- Aplicaciones
  - Honda Accord 2013
    - Relación de compresión: 11.1:1
    - Potencia máxima: 185 HP (188 CV; 138 kW) @ 6400 rpm
    - Par máximo: 181 lb·pie (245 N·m) @ 3900 rpm
    - Línea roja: 6900 rpm
    - Corte de inyección: 7500 rpm (7200 automático)
    - Potencia máxima: 188 CV (185 HP; 138 kW) @ 6700 rpm
    - Par máximo: 245 N·m (181 lb·pie) @ 3900 rpm (Estados Unidos)
    - Relación de compresión: 11.1:1
    - Línea roja: 6900 rpm
    - Corte de inyección: 7200 rpm
    - Nota: El K24W2 se basa en el K24Y y K24Z

### K24W3 (Earth Dreams)
- Aplicaciones
  - Honda Accord Sport 2013
    - Relación de compresión: 11.1:1
    - Potencia máxima: 190 HP (193 CV; 142 kW) @ 6700 rpm
    - Par máximo: 185 lb·pie (251 N·m) @ 3900 rpm
    - Línea roja: 7000 rpm
    - Corte de inyección: 7600 rpm (7300 automático)
    - Potencia máxima: 190 CV (187 HP; 140 kW) @ 6700 rpm
    - Par máximo: 251 N·m (185 lb·pie) @ 3900 rpm (Estados Unidos)
    - Relación de compresión: 11.1:1
    - Línea roja: 7000rpm
    - Corte de inyección: 7300rpm (Auto/CVT o 7500 manual)

  - Honda Accord Sedan Sport 2013 (Estados Unidos)
    - Relación de compresión: 11.1:1
    - Potencia máxima: 190 HP (193 CV; 142 kW) @ 6700 rpm
    - Par máximo: 185 lb·pie (251 N·m) @ 3900 rpm
    - Línea roja: 7000 rpm

### K24W4 (Earth Dreams PGM-FI)
- Aplicaciones
  - Honda Accord Sedan 2013 (Tailandia y Malasia)
    - Relación a compresión: 10.1:1
    - Potencia máxima: 174 CV (128 kW) @ 6200 rpm
    - Par máximo: 225 N·m (166 lb·pie) @ 4000 rpm
    - Línea roja: 6600 rpm[cita requerida]